# Еберсбах (Дебелн)
Еберсбах (њем. Ebersbach) општина је у њемачкој савезној држави Саксонија. Једно је од 61 општинског средишта округа Средња Саксонија. Према процјени из 2010. у општини је живјело 1.080 становника. Посједује регионалну шифру (AGS) 14522100.

## Географски и демографски подаци
Еберсбах се налази у савезној држави Саксонија у округу Средња Саксонија. Општина се налази на надморској висини од 180-260 метара. Површина општине износи 6,8 km². У самом мјесту је, према процјени из 2010. године, живјело 1.080 становника. Просјечна густина становништва износи 160 становника/km².

## Међународна сарадња
| Мјесто | Држава    | Врста сарадње | Од    |
| ------ | --------- | ------------- | ----- |
| Живор  | Француска | партнерство   | 1995. |
|        | Чешка     | партнерство   | 1992. |
| Извор  |           |               |       |